# Cherry Blossom Revolution-Live at BUDOKAN-
『Cherry Blossom Revolution-Live at BUDOKAN-』（チェリー・ブロッサム・レボリューション-ライブ・アット・ぶどうかん）は、THE YELLOW MONKEYのライブビデオ。

## 概要
1995年4月11日に行われた、初の日本武道館公演を収録。同年7月21日、同公演を収めたVHSがシングル『追憶のマーメイド』と同時発売。
2000年12月9日に発売されたDVDでは『夜明けのスキャット』をカバーしたMVがボーナス・トラックとして収録されている。

## 収録曲
1. Smile
2. マリーにくちづけ
3. Love Communication
4. ROCK STAR
5. See-Saw Girl
6. Oh!Golden Boys
7. イエ・イエ・コスメティック・ラヴ
8. Hard Rain
9. "I"
10. SUCK OF LIFE
11. 悲しきASIAN BOY
12. 真珠色の革命時代〜Pearl Light Of Revolution〜

## ライブセットリスト
太字は未収録曲
1. Smile
2. マリーにくちづけ
3. Love Communication
4. A HENな飴玉
5. ROCK STAR
6. サイケデリック・ブルー
7. See−Saw Girl
8. 争いの街
9. 夜明けのスキャット
10. エデンの夜に
11. Oh!Golden Boys
12. イエ・イエ・コスメティック・ラヴ
13. ヴィーナスの花
14. Hard Rain
15. 嘆くなり我が夜のFantazy
16. 赤裸々GO! GO! GO!
17. ”I”
18. SUCK OF LIFE
19. 悲しきASIAN BOY
20. アバンギャルドで行こうよ
21. Romantist Taste
22. 真珠色の革命時代(Pearl Light Of Revolution)
23. WELLCOME TO MY DOGHOUSE